# 6192 Javiergorosabel
6192 Javiergorosabel eller 1990 KB1 är en asteroid i huvudbältet som upptäcktes 21 maj 1990 av den amerikanske astronomen Eleanor F. Helin vid Palomar-observatoriet. Den är uppkallad efter den spanske astronomen Javier Gorosabel.
Asteroiden har en diameter på ungefär 6 kilometer.